# Bosch Parade
De Bosch Parade is een kunstevenement in 's-Hertogenbosch, dat begon als aanloop naar het Jheronimus Bosch herdenkingsjaar in 2016. De optocht is op water en bestaat uit ongeveer 20 kunstwerken, gemaakt door evenzoveel kunstenaars. Alle 20 werken zijn geïnspireerd op de kunst van Jheronimus Bosch. Het evenement wordt georganiseerd door Stichting Bosch Parade.
De optocht vaart jaarlijks in juni over een van de vele wateren in 's-Hertogenbosch. In het begin voer de Bosch Parade over de Groote Stroom van de Binnendieze, later is gekozen voor de Aa en inmiddels wordt de Dommel bevaren door deze stoet.

## Foto's

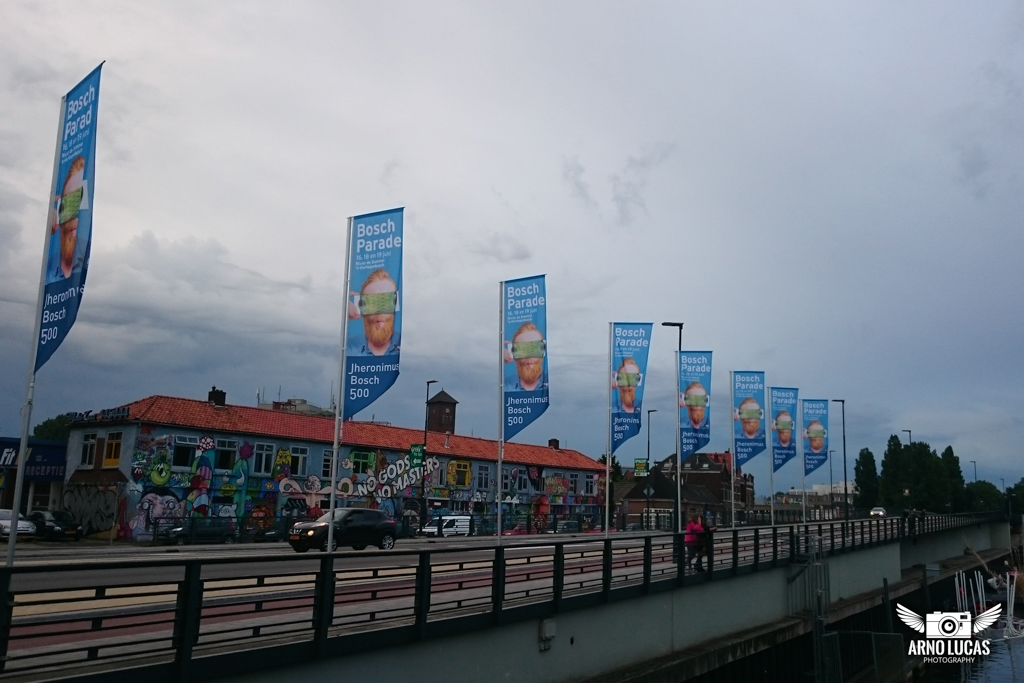
Vaandels Bosch Parade
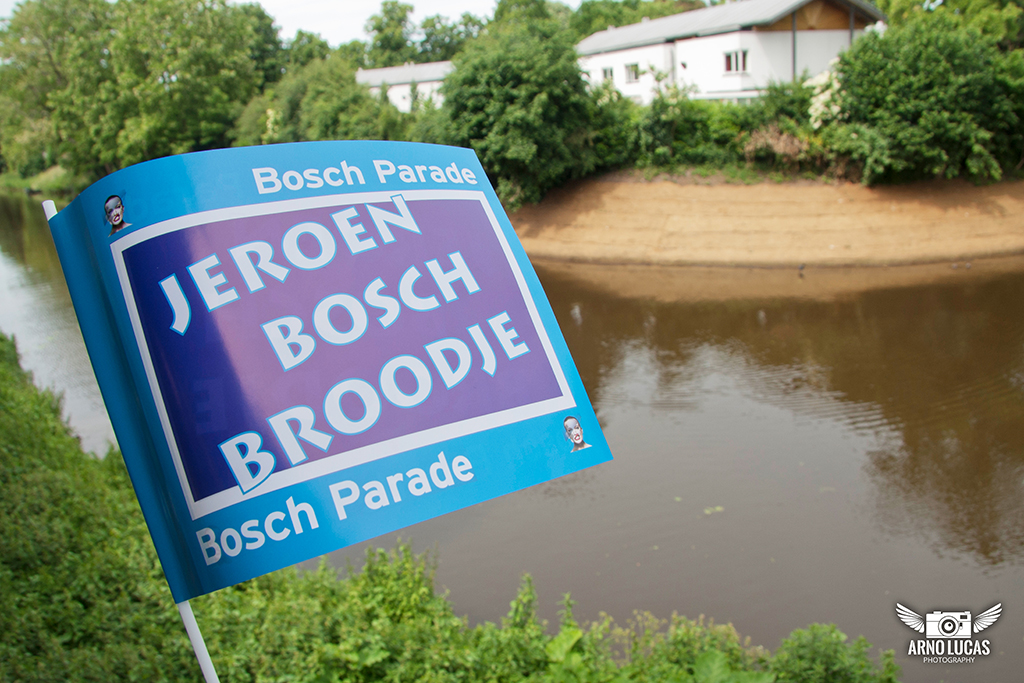
Bosch Parade 2013
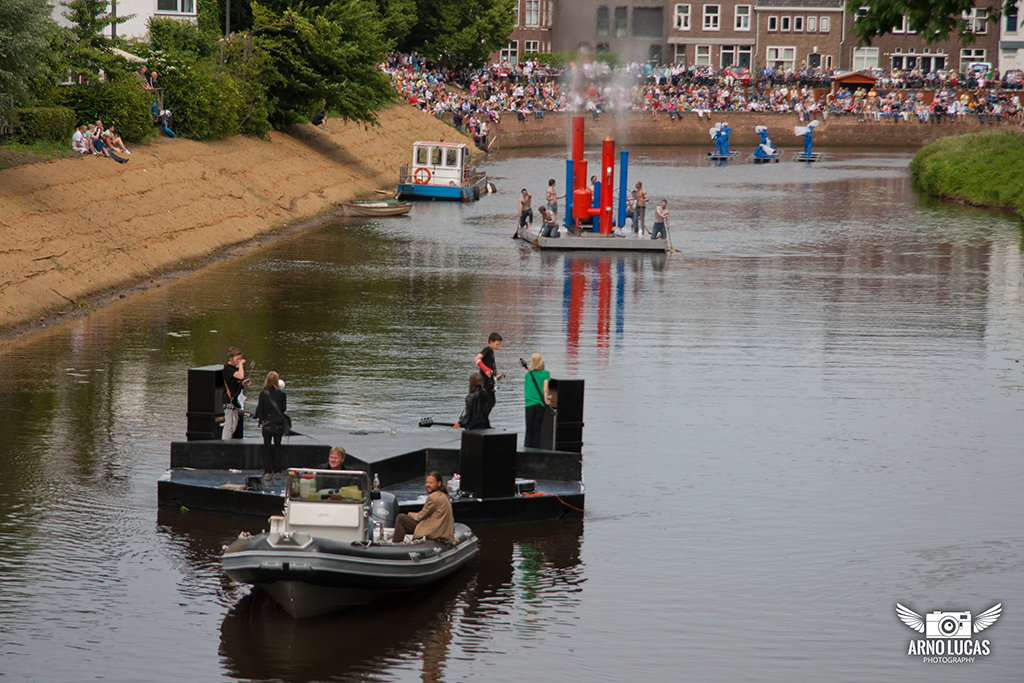
Bosch Parade 2013
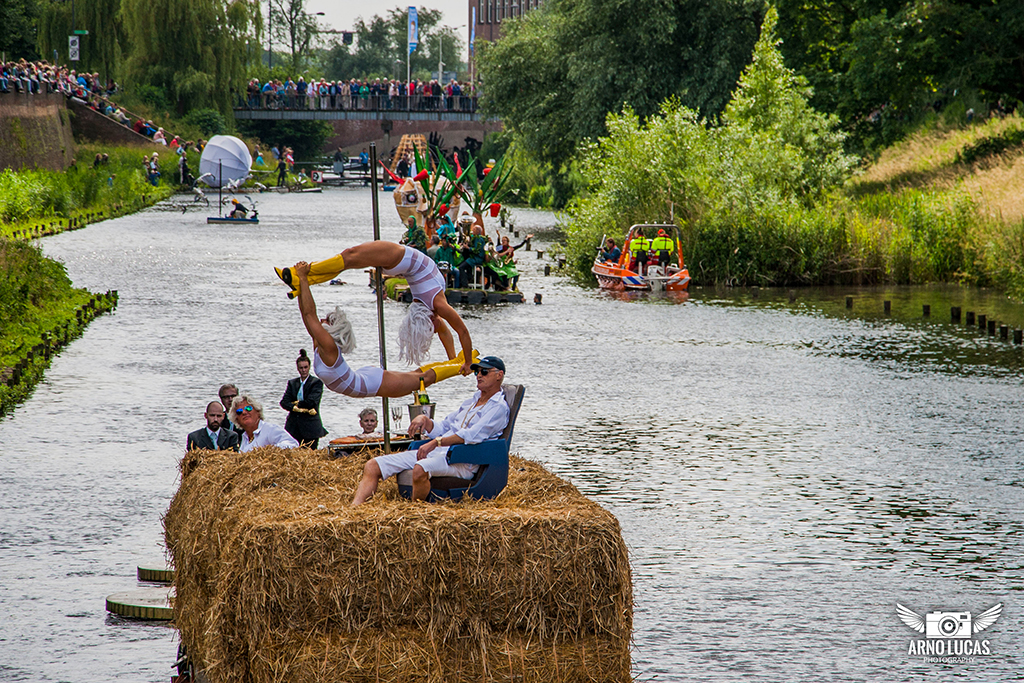
Bosch Parade 2015
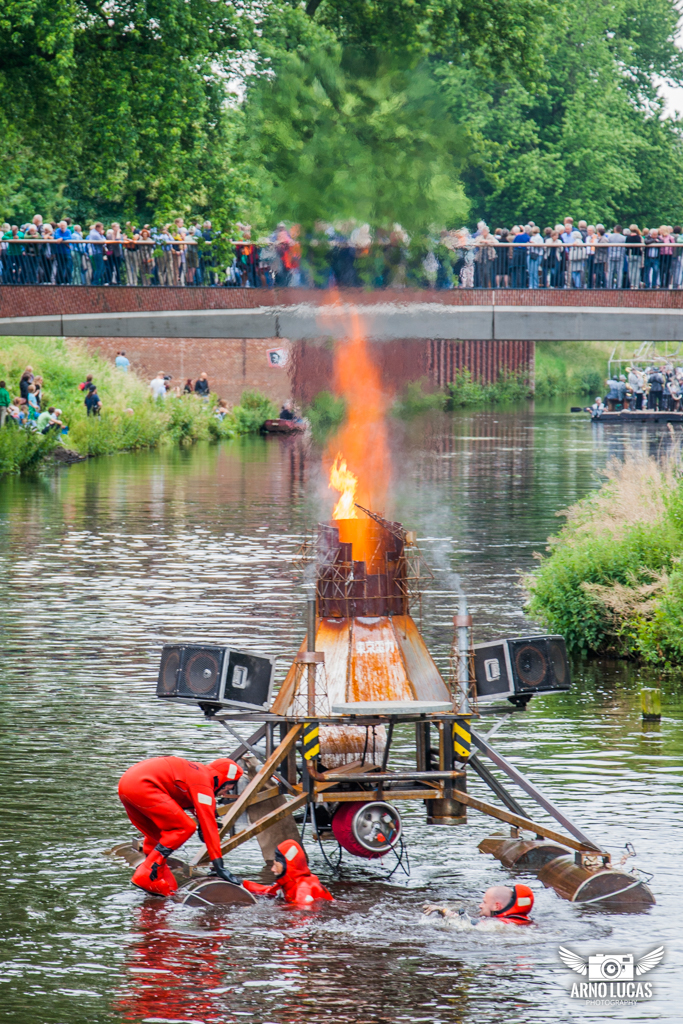
Bosch Parade 2016
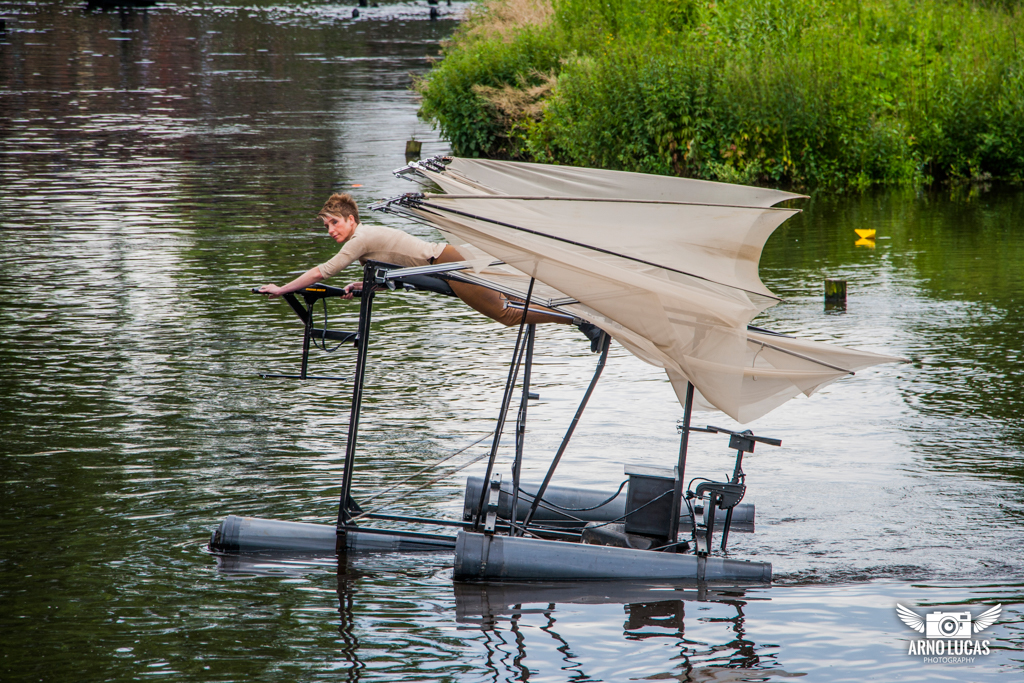
Bosch Parade 2016
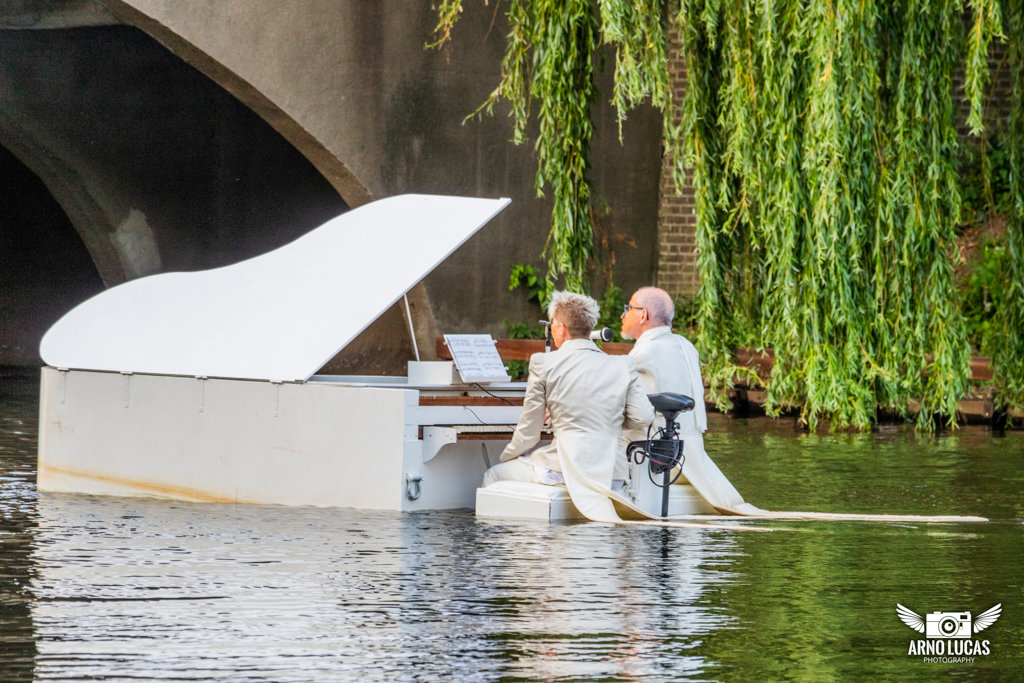
Bosch Parade 2019
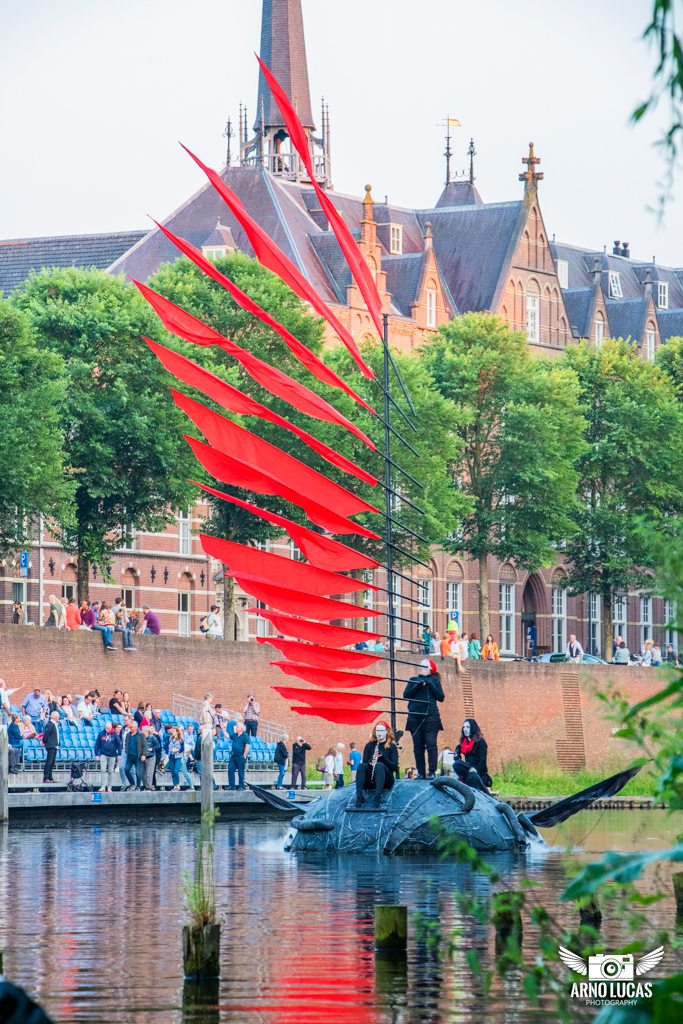
Bosch Parade 2019

## Trivia
Wegens onvoldoende financiering vond de Bosch Parade in zowel 2017 als 2018 niet plaats.
In 2020 en 2021 kon het evenement niet plaatsvinden vanwege de COVID-19 pandemie. Daarom worden deze jaren niet meegeteld in de aantal edities.